# Giáo hội Chính thống giáo Copt
Giáo hội Chính thống giáo Copt thành Alexandria là giáo hội Kitô giáo lớn nhất tại Ai Cập cũng như vùng Trung Đông. Giáo hội thuộc về khối Chính thống giáo Cổ Đông phương, là nhóm các giáo hội không công nhận quan điểm Kitô học của Công đồng Chalcedon năm 451 CN. Sự khác biệt thực sự trong thần học dẫn đến sự phân ly của các Kitô hữu Copt vẫn còn trong vòng tranh luận, chủ yếu do những hiểu nhầm về thuật ngữ. Người Copt vốn là sắc tộc bản địa tại Ai Cập, ngày nay có mặt tại nhiều nơi trên thế giới.
Theo truyền thống, giáo hội được thành lập bởi thánh Máccô vào giữa thế kỷ thứ nhất (khoảng năm 42 CN). Người đứng đầu giáo hội và tông tòa Alexandria là Thượng phụ Chính thống giáo Copt thành Alexandria. Alexandria là một hiệu tòa và ngày nay thượng phụ Copt đặt ngai tòa tại Nhà thờ chính tòa Chính thống giáo Copt thánh Marcus tại quận Abbassia, Cairo. Năm 2012, khoảng 10% dân số Ai Cập là thành viên của giáo hội.